# Längbro socken
Längbro socken i Närke ingick i Örebro härad. Landskommunen uppgick 1937 i Örebro stad, och området är sedan 1971 en del av Örebro kommun, från 2016  till del inom Längbro distrikt.
Socknens areal var 30,20 kvadratkilometer land. År 1933 fanns här 5 863 invånare. Den gamla sockenkyrkan som revs på 1500-talet låg i närheten av där Klosterbacken ligger idag. 1901 invigdes den nya Längbro kyrka. Innan dess fungerade kyrkor inne i Örebro som sockenkyrka.

## Administrativ historik
Längbro socken har medeltida ursprung.
Vid kommunreformen 1862 övergick socknens ansvar för de kyrkliga frågorna till Längbro församling och för de borgerliga frågorna till Längbro landskommun. Landskommunen inkorporerades i delar 1875-1937 i Örebro stad för att 1937 helt uppgå i denna (med en mindre del överförd till Rinkaby landskommun). Örebro stad ombildades sedan 1971 till Örebro kommun. Församlingen utökades 1954 med Ånsta församling och Ekers församling. 1977 utbröts Mikaels församling.
1 januari 2016 inrättades flera distrikt för området som utgjort socknen, bland annat Längbro, med samma omfattning som Längbro församling hade 1999/2000,  och vari en stor del av sockenområdet ingår.
Socknen har tillhört fögderier, tingslag och domsagor enligt vad som beskrivs i artikeln Närke. De indelta soldaterna tillhörde Närkes regemente, Örebro kompani och Livregementets husarkår, Örebro skvadron.

## Geografi
Längbro socken låg som en halvmåne norr och väster kring Örebro stad, norr om Svartån, med en mindre östlig del norr om Hemfjärdens innersta del. Socknen var en slättbygd.
Socknen gränsade i norr till Ekers socken och Hovsta socken, i öster till Örebro stad, i söder till Ånsta socken, där Svartån utgjorde gräns, och i väster till Gräve socken. Två enklaver fanns även - dels Rynninge och norra Alnängarna, dels ett område norr om Hemfjärden, omfattande bl.a. egendomen Ulriksberg, vid Kränglan, under Myrö fideikommiss. Dessa enklaver hade uppstått vid tidigare inkorporeringar till Örebro stad. På Gabriel Torings karta över Örebro härad år 1688 framträder Längbro som en hel socken utan enklaver.

### Herrgårdar och byar
| Herrgårdar - Karlslunds herrgård - Älgskogen - Rosta herrgård - Hjärsta herrgård - Varberga gård | Byar och gårdar - Rosta gård - Älvtomta - Mark - Vivalla - Ökna - Lundby | Byar och gårdar, forts. - Öfvra Vallby - Nedra Vallby - Hagaby - Alnängarna - Rynninge - Ulriksberg |

### Egnahemsområden
Under början av 1900-talet växte en rad egnahemsområden upp inom socknen. De var närmast förorter till Örebro. Dessa var: 
| - Hagaby (1905) - Rosta egnahem (1906) - Rynninge (1908) - Västra Mark (1910) | - Hjärsta (1910) - Markbacken (1923) - Holmen (1917) | - Kullen (1922), - Nya Hagaby (1919) - Älvtomta (1920). |

### Bostadsområden
Bostadsområdena som ligger inom sockenområdet är:
| - Solhaga - Västhaga - Björkhaga - Oxhagen - Rosta - Markbacken - Varberga | - Mellringe - Baronbackarna - Vivalla - Boglundsängen - Lundby - Norrby - Ringstorp | - Grenadjärstaden - Rynningeåsen - Alnängarna - Choisie - Delar av Norr - Delar av Väster |

## Fornlämningar
Gravfält från järnåldern är funna vid Karslunda. Från dessa gravfält har en hel del intressanta fynd hittats, bland annat amuletter, sköldbucklor, spjut, svärd och stridsyxor. 
Ett antal gravfält finns vid Karlshult, och bland annat har en vacker torshammare och ett eldstålshänge av silver hittats gravar. I gravarna har bland annat förkolnade bröd, ett miniatyrbryne av skiffer med silverring, runt filigranornerat silverspänne, sporre med mera. 
Vid Dåvarande Landshövdingens boställsjord har ett depåfynd från medeltiden hittats vid dikesgrävning 1862. I depåfyndet fanns en mängd silversmycken, skedar, två cylindriska ändholkar (troligen till snörband) med pålagda silverekblad, en vacker relikdosa av silver, på botten en bild av Maria med barnet som mottager de tre konungarnas hyllningsgåvor, på ovansidan en bild av Veronica med sin duk, vidare ett par häktor, maljor m.m. 

## Namnet
Namnet (1314 Lengebro) kommer från den tidigare kyrkplatsen. Platsen namngavs efter en bro över ån som idag heter Lillån och förr hette Längia vilken rinner upp i Lången som ån fått sitt namn från.

## Befolkningsutveckling
| Befolkningsutvecklingen i Längbro socken 1810–1930                                                      | Befolkningsutvecklingen i Längbro socken 1810–1930 | Befolkningsutvecklingen i Längbro socken 1810–1930 | Befolkningsutvecklingen i Längbro socken 1810–1930 | Befolkningsutvecklingen i Längbro socken 1810–1930 |
| --- | -------------------------------------------------- | -------------------------------------------------- | -------------------------------------------------- | -------------------------------------------------- |
| |                                                    |                                                    |                                                    |                                                    |
| År |                                                    |                                                    | Folkmängd                                          |                                                    |
| 1810 | 1810                                               |                                                    | 902                                                |                                                    |
| 1820 | 1820                                               |                                                    | 1 082                                              |                                                    |
| 1830 | 1830                                               |                                                    | 1 424                                              |                                                    |
| 1840 | 1840                                               |                                                    | 1 488                                              |                                                    |
| 1850 | 1850                                               |                                                    | 1 643                                              |                                                    |
| 1860 | 1860                                               |                                                    | 946                                                |                                                    |
| 1870 | 1870                                               |                                                    | 853                                                |                                                    |
| 1880 | 1880                                               |                                                    | 857                                                |                                                    |
| 1890 | 1890                                               |                                                    | 997                                                |                                                    |
| 1900 | 1900                                               |                                                    | 1 014                                              |                                                    |
| 1910 | 1910                                               |                                                    | 2 019                                              |                                                    |
| 1920 | 1920                                               |                                                    | 3 253                                              |                                                    |
| 1930 | 1930                                               |                                                    | 5 795                                              |                                                    |
| Anm: Källor: Umeå universitet - Tabellverket 1749-1859, Demografiska databasen, CEDAR, Umeå universitet |                                                    |                                                    |                                                    |                                                    |